# جمشيد أفشار
جمشيد أفشار (طهران 1952) كان طيارًا لمقاتلة غرومان إف-14 توم كات والقوات الجوية لجمهورية إيران الإسلامية . وقد نسب إليه 5  أو 6  انتصارات جوية مؤكدة ، وهو رقم قياسي يؤهله باعتباره طيار بطل.

## خلفية
كان أفشار جزءًا من المجموعة الثانية من الطيارين الإيرانيين الذين تم إرسالهم إلى الولايات المتحدة للتدريب في يونيو 1974. وقد صنف كابتنًا في الوقت الذي تم تعيينه فيه في VFA-101 التابع لمحطة أوشيانا الجوية البحرية .  لعب دورًا رئيسيًا في التخطيط لعملية السلطان 10 ، جنبًا إلى جنب مع الرائد هـ. شوقي. 
تحقق توم كوبر وبيشوب من حالات القتل الستة التالية المؤكدة لأفشار: 
| # | تاريخ          | وحدة           | سلاح    | ضحية                    |
| - | -------------- | -------------- | ------- | ----------------------- |
| 1 | 13 أكتوبر 1980 | TFB 8          | آم      | ميكويان-جوريفيتش ميج-23 |
| 2 | 21 نوفمبر 1980 | TFB 8          | AIM-7E4 | میكويان-جوريفيتش ميج-21 |
| 3 | 27 نوفمبر 1980 | TFB 8          | AIM-54A | میكويان-جوريفيتش ميج-21 |
| 4 | 7 أكتوبر 1986  | TFB 6          | آم      | داسو ميراج إف1          |
| 5 | فبراير 1987    | 72 TFS / TFB 1 | AIM-54A | سوخوي سو-17             |
| 6 | 15 مايو 1988   | 72 TFS / TFB 1 | AIM-9P  | داسو ميراج إف1          |

## الاستفسارات المعتمدة
- طيار رتيب